# Scopura scorea
Scopura scorea is een steenvlieg uit de familie Scopuridae. De wetenschappelijke naam van de soort is voor het eerst geldig gepubliceerd in 2005 door Jin & Bae.